# Sympterygia brevicaudata

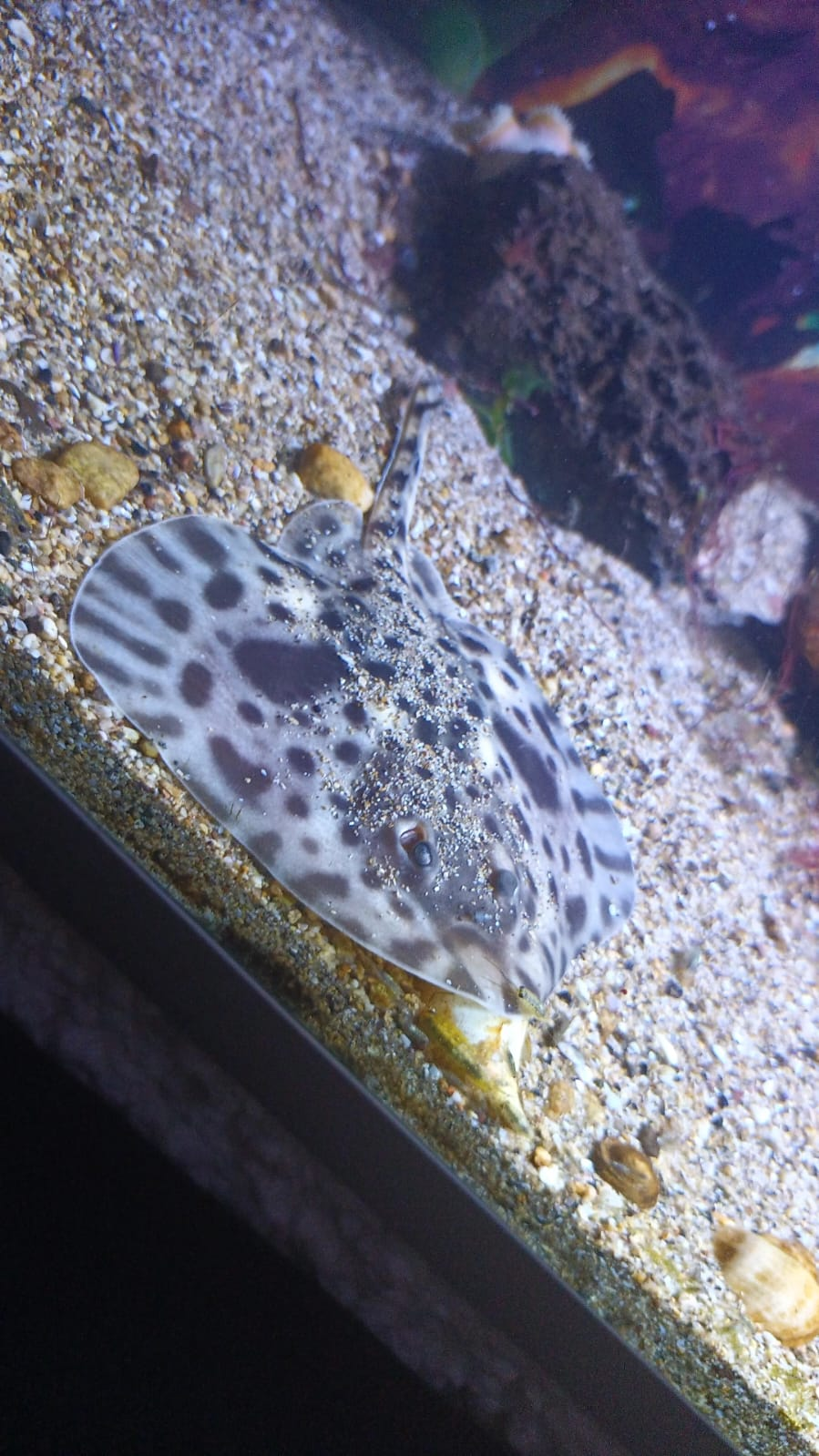
Individuo de Sympterygia brevicaudata del acuario de la facultad de Ciencias del Mar, UCN, Coquimbo, Chile.

Sympterygia brevicaudata es una especie de pez de la familia Arhynchobatidae. 
Esta especie se encuentra en la categoría de Casi Amenazada (NT) según la UICN.

## Morfología
Los machos pueden llegar a alcanzar los 38 cm de longitud total.

## Reproducción

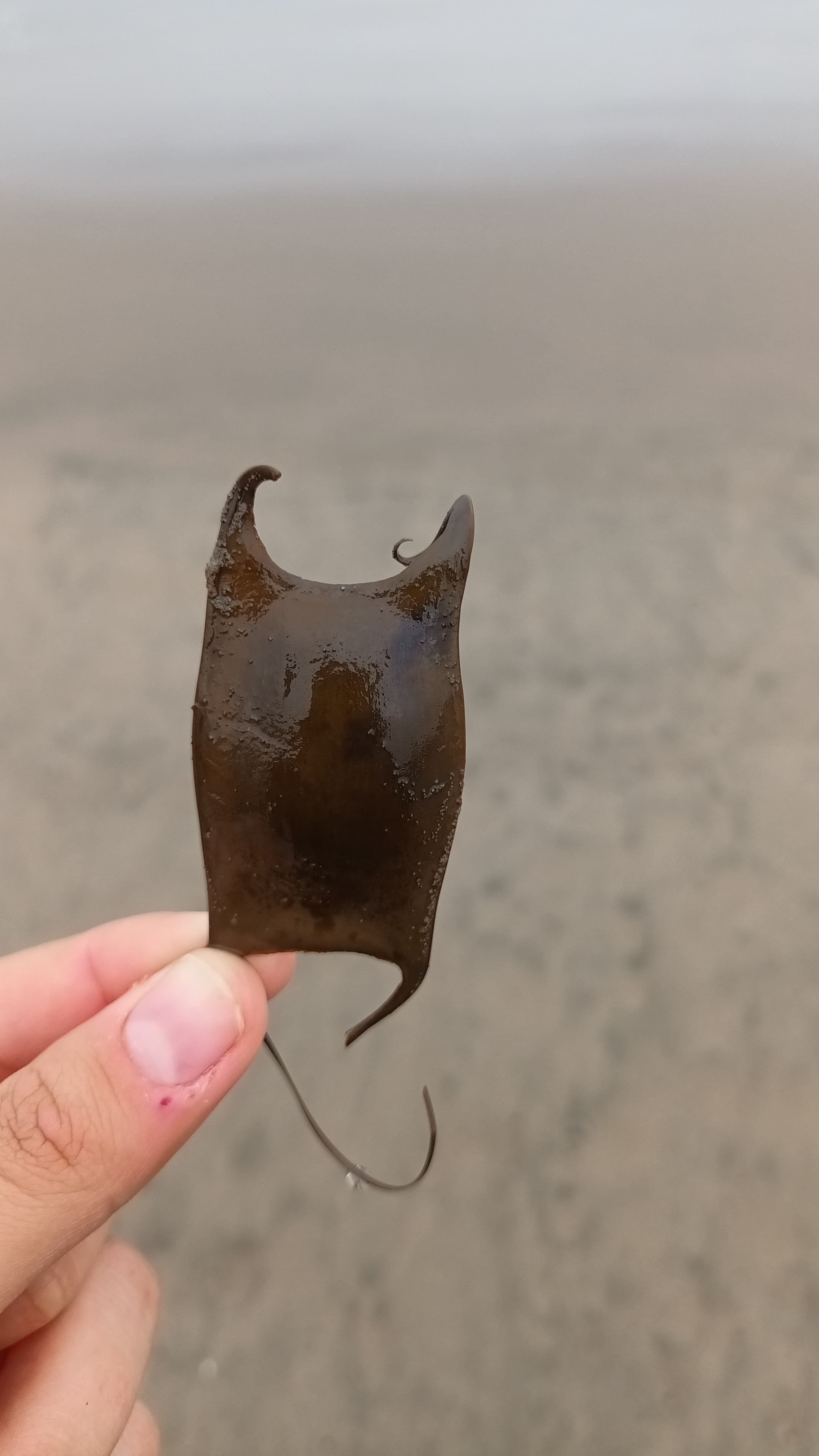
Cápsula ovígera de Sympterygia brevicaudata varada en la Bahía de Coquimbo, Chile

Es ovíparo y las hembras ponen huevos envueltos en una cápsula ovígera.

## Hábitat
Es especie exclusivamente marina y de clima subtropical (3 ° S-37 ° S) y demersal, con registros que varían desde los 8 a 100 metros de profundidad. 

## Distribución geográfica
Se encuentra en el océano Pacífico suroriental: desde el Ecuador hasta las costas centrales de Chile.